# Half-Life: Blue Shift
Half-Life: Blue Shift là một bản mở rộng cho trò chơi điện tử khoa học viễn tưởng góc nhìn thứ nhất Half-Life của Valve Software. Trò chơi đã được phát triển bởi Gearbox Software và Valve Software và được công bố bởi Sierra Entertainment vào ngày 12 tháng 6 năm 2001 (ban đầu nó dự định phát hành vào mùa xuân). Blue Shift là bản mở rộng thứ hai cho Half-Life, ban đầu nó một phần của bản Half-Life Dreamcast. Mặc dù sau đó bản port cho Dreamcast đã bị hủy bỏ và bản PC tiếp tục phát triển và đã được phát hành thành một sản phẩm độc lập. Trò chơi đã được phát hành trên Steam vào 24 tháng 8 năm 2005.
Giống với bản mở rộng Opposing Force của Gearbox, Blue Shift trở lại lối chơi giống như Half-Life, nhưng miêu tả câu chuyện thông qua góc nhìn của một người khác. Nhân vật chính trong Blue Shift là Barney Calhoun, một nhân viên an ninh làm việc tại khu nghiên cứu Black Mesa. Sau một thí nghiệm khoa học thất bại gây ra tai nạn khiến Black Mesa bị sinh vật ngoài hành tinh tấn công, Calhoun phải chiến đấu theo cách của mình để sống sót. Trò chơi nhận được nhiều sự đón nhận tích cực. Nhiều người đánh giá rằng chiều dài của trò chơi rất quan trọng và thiếu nội dung mới, mặc dù việc bao gồm gói High Definition (độ nét cao) chỉ nâng cấp các model và texture trong Blue Shift và các phiên bản Half-Life khác được khen ngợi.

## Lối chơi
Là một bản mở rộng cho Half-Life, Blue Shift là một game thể loại FPS. Tổng thể trò chơi của Blue Shift khác nhau không đáng kể so với Half-Life, người chơi cần di chuyển qua các màn chơi của game, chiến đấu với NPC kẻ thù khác và giải quyết một số câu đố trong game. trò chơi vẫn tiếp tục phương pháp kể chuyện của Half-Life. Người chơi thấy mọi thứ qua góc nhìn của nhân vật chính, vẫn còn trong sự kiểm soát của người chơi cho hầu hết trò chơi. Các sự kiện được diễn đạt qua các kịch bản trình tự chứ không phải cắt cảnh. 
Phần lớn những người chơi chiến đấu một mình, nhưng thỉnh thoảng được hỗ trợ bởi các nhân viên bảo vệ và các nhà khoa học giúp đỡ người chơi trong việc tiếp cận khu vực mới và truyền đạt thông tin có liên quan. Blue Shift cũng dành một phần đáng kể để giữ một nhân vật chính trong câu chuyện an toàn từ kẻ thù, và hộ tống ông ta một vị trí cụ thể. Những kẻ thù phổ biến trong Half-Life như headcrab, vortigaunt và quân đội Thủy quân lục chiến Mỹ HECU Marine, một đơn vị đặc biệt gửi để Black Mesa nhiệm vụ tiêu diệt các sinh vật ngoài hành tinh, đồng thời diệt mọi nhân chứng nhằm che giấu sự việc. Blue Shift không giải thích về những chuyện trong Opposing Force. Và người chơi chỉ sử dụng được một số vũ khí gốc trong Half-Life

## Tóm tắt

### Bối cảnh
Blue Shift cùng bối cảnh với Half-Life diễn ra tại phòng thí nghiệm ở New Mexico, được gọi là Black Mesa. Trong Half-Life, Gordon Freeman, một tiến sĩ vật lý tham gia vào một thí nghiệm thất bại tạo nên các làn sóng cộng hưởng với nhau làm thủng không gian, gần như phá hủy cả khu nghiên cứu, mở đường cho các sinh vật từ hành tinh Xen - một thế giới khác, xâm nhập vào Black Mesa. Những người sống sót hướng dẫn Freeman để thoát khỏi cơ sở và đóng cổng, cuối cùng dịch chuyển đến Xen. Giống như Opposing Force, mỗi quan điểm của một nhân vật khác nhau. Nhân vật chính trong Blue Shift là Barney Calhoun, một nhân viên an ninh làm việc gần phòng thí nghiệm nơi xảy ra tai nạn. Công việc của Calhoun là bảo quản các thiết bị, vật tư và giữ an toàn cho viện nghiên cứu, tai nạn đã khiến Black Mesa trở thành 1 chiến trường, anh phải làm việc với Tiến sĩ Rosenberg, một nhà khoa học cấp cao tham gia vào một thí nghiệm để sơ tán những người còn sống.

### Nội dung
Blue Shift bắt đầu một cách tương tự như Half-Life, Barney Calhoun đang đi trên tàu điện qua Black Mesa để tới nơi làm việc của mình. Sau khi báo cáo nhiệm vụ, Calhoun được thông báo việc bảo trì trục trặc của thang máy. Sau khi Calhoun sửa chữa xong, thí nghiệm của Freeman, gây ra một  làn sóng cộng hưởng làm thiệt hại cho các cơ sở và dịch chuyển sinh vật ngoài hành tinh vào Black Mesa. Thang máy bị hư hỏng nặng và rơi, khiến Calhoun rớt xuống sâu ở Black Mesa.
Calhoun tỉnh dậy và chiến đấu, tìm cách lên mặt đất. Sau khi lên đến mặt đất, Calhoun biết rằng Tiến sĩ Rosenberg và các đồng nghiệp của anh có kế hoạch trốn thoát khỏi Black Mesa bằng cách sử dụng công nghệ dịch chuyển. Sau khi giải cứu Rosenberg khỏi Hecu, Calhoun hộ tống ông đến phòng thí nghiệm dịch chuyển, nơi một số nhân viên của Black Mesa tụ tập lại. Rosenberg sau đó đã dịch chuyển Calhoun đến Xen để hiệu chỉnh thiết bị nghiên cứu cần thiết để xác định vị trí dịch chuyển ra khỏi Black Mesa. Khi trở về, Rosenberg thông báo cho Calhoun rằng pin năng lượng đã cạn và bị mất liên lạc với đội được gửi đi để lấy nguồn năng lượng mới.
Calhoun đi đến nhà máy phát điện tìm pin năng lượng và chiến đấu với Hecu và các lực lượng sinh vật ngoài hành tinh Xen. Sau khi trở về, Calhoun hỗ trợ Rosenberg trong việc di tản những nhân viên còn sống sót thông qua cổng dịch chuyển và Calhoun là người cuối cùng vào cổng, bất ngờ Hecu tấn công vào phòng thí nghiệm và bắn anh, khiến cổng phát nổ. Calhoun rơi vào trạng thái "trào ngược hóa", khiến anh dịch chuyển đến một loạt các địa điểm ở Xen và Black Mesa. Tại một nơi, anh chứng kiến Tiến sĩ Freeman bị Hecu bắt, và sau đó dịch chuyển về lại chỗ Tiến sĩ Rosenberg và thoát ra khỏi Black Mesa bằng chiếc SUV của công ti.

## Phát triển
Là một bản mở rộng thứ hai của Half-Life, xoay quanh một nhân viên an ninh, được công bố vào quý hai năm 2000 như là một phần của bản Half-Life Dreamcast, dưới tên Half-Life: Guard Duty. mặc dù bản chính trên Dreamcast được Captivation Digital Laboratories phát triển, bản mở rộng mới đã được phát triển bởi Gearbox Software, cùng một studio phát triển Opposing Force. Nhà xuất bản Sierra Entertainment sau đó chính thức thông báo về bản mở rộng, vào ngày 30 tháng 8 năm 2000, tên là Blue Shift. Giống như Opposing Force, tên Blue Shift có một ý, đề cập đến hiện tượng ánh sáng thay đổi màu xanh, và tên của công việc nhân vật chính làm. Phiên bản Dreamcast của trò chơi đã được thiết lập chi tiết về model và texture được gấp đôi số polygon trong model ban đầu của Half-Life. Tại European Computer Trade Show, câu chuyện và hướng phát triển của Blue Shift đã được tiết lộ, cùng với một ngày phát hành của tháng 1 năm 2000, cho phiên bản Half-Life trên Dreamcast. Trò chơi đã bị trì hoãn bởi Sierra để đảm bảo "cao sự mong đợi của người" đã được đáp ứng. Thông tin câu chuyện được phát hành vào sau nhiều tuần và nhiều tháng. mặc dùvậy, phiên bản Half-Life trên Dreamcast vẫn chưa xuất hiện, và họ dự đoán vào tháng năm 2001 thì trò chơi sẽ bị hủy bỏ. Vào ngày 16 tháng 6 năm 2001, Sierra chấm dứt phát triển Half-Life trên Dreamcast.

## Ý kiến phê bình, thành quả
Blue Shift nhận được một phản ứng trái chiều từ các nhà phê bình, giữ tổng điểm của 67.40% và 71/100  trên xét các trang web tổng hợp GameRankings và Metacritic. Trò chơi đã bán được khoảng 800.000 bản (con số này không bao gồm doanh số bán hàng sau này trên Steam). Đánh giá của IGN, nhà phê bình Tal Blevins lưu ý rằng gameplay của Blue Shift là "khá nhiều những gì chúng tôi đã mong đợi trong Half-Life" bằng cách kết hợp hành động và giải quyết các câu đố, trong đó ghi rằng sau này "tất cả đều hợp lý và thực hiện tốt, mặc dù một số trong những câu đố nhảy là khá khó chịu ". Mặc dù IGN ca ngợi các trò chơi để duy trì sự "hoành tráng" cảm giác của bản gốc, Blevins đã quan trọng của chiều dài tương đối ngắn của trò chơi. Nhà phê bình Greg Kasavin của GameSpot đồng ý với nhiều lời chỉ trích IGN, nói rằng "nó không phải là trò chơi dễ dàng mà nó là vô cùng ngắn" và rằng Blue Shift "không đạt tới những cách riêng của nó". Ngoài ra, Kasavin mô tả những cải tiến đồ họa mang về bởi các gói độ nét cao như "hữu ích", nhưng lưu ý rằng "họ vẫn không làm cho Half-Life trông giống như một trò chơi mới, cũng không phải là thay đổi rất đáng chú ý".
Các đánh giá khác lặp lại khiếu nại về sự giống nhau của Blue Shift về các game trước. Nhà phê bình Jamie Madigan của GameSpy nói rằng "những gì thực sự kéo các trò chơi xuống là 'nhiều hơn của cùng một" yếu tố ". Mặc dù văn bản rằng các trò chơi "cảm thấy như chỉ là một vài cấp độ cho các trò chơi ban đầu", ông lưu ý rằng đây là những gì Blue Shift được thiết kế, được đưa ra nguồn gốc của nó như là một add-on cho một phiên bản Dreamcast của Half-Life. Madigan mô tả phần chơi đơn là "khá tốt" và nhận xét rằng các gói High Definition khiến game "đáng xem xét". Eurogamer lặp lại những lời chỉ trích về chiều dài của trò chơi; nhà phê bình Tom Bradwell nhận xét rằng "mặc dù tôi đang khó để chỉ trích những gì bạn nhận được, sự vắng mặt hoàn toàn của tất cả mọi thứ chúng tôi đã học được từ thích của Counter-Strike và tất cả mọi thứ kể từ khi là thẳng thắn kỳ lạ". Bradwell đã làm, tuy nhiên, chỉ trích các AI của trò chơi và các lỗi thỉnh thoảng khiến nhân vật bị mắc kẹt trên tường. Nhà phê bình Mark Hill của PC Zone khoan dung hơn trong ý kiến của mình, ca ngợi AI của trò chơi là "thông minh như bạn có thể hy vọng về một kẻ thù AI". Ngoài ra, Hill đã ca ngợi các trò chơi cho thấy hoạt động ở cơ sở, lưu ý rằng "một thế giới hoàn toàn diễn ra xung quanh bạn, với những người ăn uống tại một nhà khoa học Cantina và giặt giũ của họ. Các phức tạp là còn sống hơn bao giờ hết". Hill cũng ca ngợi sự tập trung "vào một tương tác lớn hơn với các nhà khoa học là người thích hợp hơn là hai hoặc ba mô hình đã được nhân bản vô tính trên khắp cơ sở người liên tục lặp lại các cụm từ giống nhau", mô tả là "thành tựu lớn nhất" của Blue Shift. PC Zone kết thúc nhận xét bằng cách bình luận rằng "như một bản phụ Dreamcast nó hoạt động hoàn hảo, mà là một danh hiệu máy tính độc lập là gần như không đủ cho nó".